# سی‌اس‌اس فارست
سی‌اس‌اس فارست (به انگلیسی: CSS Forrest) یک کشتی بود که طول آن ۹۳ فوت (۲۸ متر) بود. این کشتی در سال ۱۸۵۵ ساخته شد.